# Dicranomyia (Dicranomyia) pietatis
Dicranomyia (Dicranomyia) pietatis is een tweevleugelige uit de familie steltmuggen (Limoniidae). De soort komt voor in het Neotropisch gebied.